# Panturichthys
Panturichthys – rodzaj ryb promieniopłetwych z rodziny Heterenchelyidae.

## Rozmieszczenie geograficzne
Do rodzaju należą gatunki występujące w wodach wschodniego Oceanu Atlantyckiego oraz Morza Śródziemnego.

## Morfologia
Długość ciała do 149 cm.

## Systematyka
Rodzaj zdefiniował w 1913 roku francuski ichtiolog Jacques Pellegrin w artykule poświęconym rybom z wybrzeży Mauretanii, opublikowanym w czasopiśmie Bulletin de la Société zoologique de France. Gatunkiem typowym jest (oznaczenie monotypowe) P. mauritanicus.

### Etymologia
- Panturichthys: gr. παν pan, παντος pantos ‘wszystko’; ιχθυς ikhthus ‘ryba’[6].
- Ophisichthys: gr. οφις ophis, οφεως opheōs ‘wąż’[7]; ιχθυς ikhthus ‘ryba’[8]. Gatunek typowy (oznaczenie monotypowe): Ophisichthys dubius Osório, 1917 (= Panturichthys mauritanicus Pellegrin, 1913).
- Lophenchelys: gr. gr. λοφος lophos ‘grzebień, czub’[9]; εγχελυς enkhelus ‘węgorz’[10]. Gatunek typowy (oznaczenie monotypowe): Lophenchelys fowleri Ben-Tuvia, 1953.

### Podział systematyczny
Do rodzaju należą następujące gatunki:
- Panturichthys fowleri (Ben-Tuvia, 1953)
- Panturichthys isognathus Poll, 1953
- Panturichthys longus (Ehrenbaum, 1915)
- Panturichthys mauritanicus Pellegrin, 1913